# Diquat
Diquat es un herbicida no selectivo utilizado en gran medida en la agricultura para el combate de la maleza. Junto con el paraquat, tiene una elevada toxicidad al ser humano y las intoxicaciones por esta sustancia requieren un alto grado de conocimientos técnicos para su manejo adecuado.
Su uso está prohibido en la Unión Europea por sus efectos tóxicos en usuarios, transeúntes y residentes.